# آلونیت
آلونیت (Alunite) کانی سولفات است که برای اولین بار در قرن ۱۵ در رم دیده شد. در یک ساختار شش ضلعی در دستگاه بلوری لوزی‌پهلو با زوایای ۹۰ درجه و ۵۰ دقیقه تشکیل بلور می‌دهد. این کانی به رنگهای سفید، زرد و خاکستری یافت شده‌است. آلونیت سولفات پتاسیم آلومینیم است با فرمول شیمیایی KAl3(SO4)2(OH)6، درصورتی که سدیم جایگزین پتاسیم شود و کانی سرشار از سدیم باشد نام کانی به ناتروآلونیت تغییر خواهد یافت؛ و اگر آهن +3 Fe جایگزین آلومینیم شود ژاروسیت را خواهیم داشت که یک کانی درجه دو سولفات آهن است. آلونیت در آب و اسیدهای ضعیف نامحلول است ولی در اسید سولفوریک حل می‌شود. این کانی ترد می‌باشد.
آلونیت در سنگ‌های آتشفشانی سرشار از پتاسیم مانند ریولیت و زبره‌سنگ به صورت رگه‌ای تشکیل می‌شود. نوعی از آن که در مجارستان یافت می‌شود بسیاز سخت است. این کانی تقریباً کمیاب است و در ایتالیا، آمریکا مانند کلرادو، گولدفیلد نوادا، در رشته کوه قرمز نزدیک آریزونا و… و همچنین در استرالیا یافت می‌شود.

## یادداشت
1. ↑  natroalunite